# Ferenczy Júlia
Ferenczy Júlia F. Ferenczy Júlia néven is jegyzi műveit. (Nyárádszentbenedek, 1909. április 3. – Kolozsvár, 1999. július 26.) magyar festőművész, illusztrátor, Fuhrmann Károly iparművész felesége.

## Életpályája
A képzőművészeti főiskolát Kolozsvárt és Temesvárt végezte, Aurel Ciupe és Romulus Ladea tanítványa, Gy. Szabó Bélától tanult grafikát. A pasztellfestést is művelte, tájképeket, köztük urbánus tájképeket is festett Kolozsváron, Nagybányán, Székelyföldön és a Balatonon. A Balaton környékén Gy. Szabó Bélával dolgozott. 1941-ben a magyar Vallási és Közoktatásügyi Minisztérium ösztöndíjasa volt.
A kolozsvári Képesújság (1946), majd a Dolgozó Nő művészeti munkatársa (1948–1953). Számos ifjúsági művet illusztrált az 1950-es években, rajzai jelentek meg az Utunk és a Művelődési Útmutató hasábjain. Megfestette többek között Kelemen Lajos arcképét.
Kiváló színérzékkel festett rálátásos csendéleteket, a térbehelyezés kérdéseit kutató enteriőröket és aktokat, s a fent említett helyekről tájképeket.
A Román Televízió magyar stúdiója 1997-ben vetített róla portréfilmet.

## Kiállításai[3]

### Egyéni
- 1947 Kolozsvár
- 1967 Gyergyószentmiklós; Csíkszereda
- 1968 Székelyudvarhely; Székelykeresztúr; Nagyszalonta; Marosvásárhely
- 1969 Kolozsvár
- 1971 Magyar Nemzeti Galéria, Budapest
- 1972 Marosvásárhely; Debrecen
- 1973 Szigliget
- 1996 Gy. Szabó Galéria, Kolozsvár

### Csoportos
- 1972 Állami grafikai kiállítás, Bukarest

## Társasági tagság
- Barabás Miklós Céh (1939-ben lépett be első ízben)

## Díjak, elismerések
- A Magyar Köztársasági Érdemrend tisztikeresztje (1996)